# Nokere Koerse 2010
La Nokere Koerse 2010, sessantacinquesima edizione della corsa, valida come evento dell'UCI Europe Tour 2010 categoria 1.1, si svolse il 17 marzo 2010 per un percorso di 192,9 km. Fu vinta dal belga Jens Keukeleire, che giunse al traguardo in 4h35'00".
Furono 133 in totale i ciclisti che tagliarono il traguardo.

## Ordine d'arrivo (Top 10)
| Pos. | Corridore        | Squadra       | Tempo    |
| ---- | ---------------- | ------------- | -------- |
| 1    | Jens Keukeleire  | Cofidis       | 4h35'00" |
| 2    | Kris Boeckmans   | Topsport Vl.  | s.t.     |
| 3    | Bobbie Traksel   | Vacansoleil   | s.t.     |
| 4    | Kenny Dehaes     | Omega Pharma  | s.t.     |
| 5    | Klaas Lodewyck   | Topsport Vl.  | s.t.     |
| 6    | John Murphy      | BMC           | s.t.     |
| 7    | Stefan van Dijk  | Verandas Wil. | s.t.     |
| 8    | Aleksandr Porsev | Itera Katusha | s.t.     |
| 9    | Danilo Wyss      | BMC           | s.t.     |
| 10   | Roger Kluge      | Milram        | s.t.     |